# Siemon Volkaert
Siemon Volkaert (22 mei 1992) is een Belgisch turner. 

## Levensloop
Volkaert liep school aan de topsportschool in Gent en behaalt de beste resultaten op de vloeroefening. 

## Palmares

### 2013
- 48e EK vloer 13,866 punten

### 2011
- 28e EK vloer 14,250 punten
- 24e EK sprong 14,662 punten
- 39e EK paard 13,100 punten

### 2010
- EK voor junioren vloer 14,125 punten
- World Cup Ostrava vloer 14,225 punten